# Andrea Pochak
Andrea Viviana Pochak (Buenos Aires, Argentina, 1973) es una abogada argentina. Desde el 1 de enero de 2024 se desempeña como comisionada en la Comisión Interamericana de Derechos Humanos (CIDH).

## Vida
Pochak se recibió de abogada en la Universidad de Buenos Aires. Durante quince años, Pochak integró el Centro de Estudios Legales y Sociales (CELS), del que fue su directora adjunta hasta 2011.  Fue directora general de Derechos Humanos del Ministerio Público.
En 2022, trabajó para la Secretaría de Derechos Humanos de Argentina como Subsecretaria de Protección y Relaciones Internacionales en Derechos Humanos.
Argentina propuso que ella sea candidata para ser elegida comisionada de la Comisión Interamericana de Derechos Humanos (CIDH). Como parte del proceso, un panel independiente dirigido por Claudia Martin, de la Facultad de Derecho de la American University Washington, examinó a todos los posibles candidatos para ser uno de los cuatro nuevos miembros de la CIDH. El panel expresó su preocupación por la retirada de cuatro candidatos. Sin embargo, Pochak fue considerada candidata aceptable tras investigar sus estándares de derechos humanos y su "independencia, imparcialidad y ausencia de conflictos".

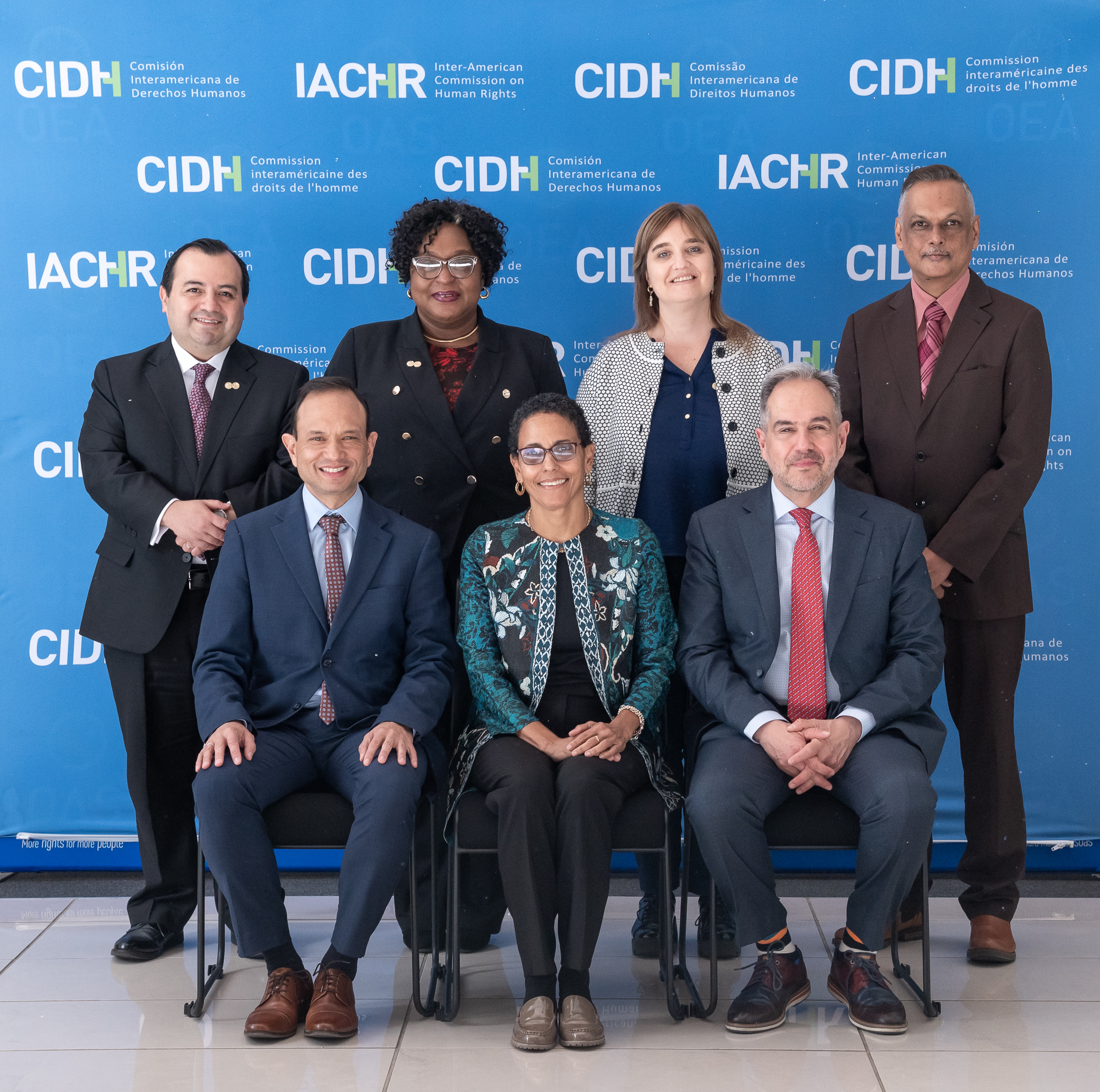
Comisionados de la CIDH en 2024.

En 2024 se eligieron nuevos comisionados de la CIDH, entre ellos Gloria de Mees, Arif Bulkan y Pochak, en sustitución de los comisionados de larga data: la jamaicana Margarette May Macaulay, Julissa Mantilla Falcón y la panameña Esmeralda Arosemena de Troitiño . La presidenta inicial de la Comisión Interamericana de Derechos Humanos (CIDH) fue Roberta Clarke. 
En la CIDH Pochak asumió el papel de Relatora de Movilidad Humana.